# Билан
Билан (фр. Bulan) насеље је и општина у јужној Француској у региону Миди Пирене, у департману Горњи Пиринеји која припада префектури Бањер де Бигор.
По подацима из 2011. године у општини је живело 61 становника, а густина насељености је износила 17,89 становника/km². Општина се простире на површини од 3,41 km². Налази се на средњој надморској висини од 500 метара (максималној 826 m, а минималној 392 m).

## Демографија
| 1962. | 1968. | 1975. | 1982. | 1990. | 1999. | 2011. |
| ----- | ----- | ----- | ----- | ----- | ----- | ----- |
| 119   | 135   | 110   | 111   | 93    | 81    | 61    |

График промене броја становника у току последњих година